# Carretilla elevadora

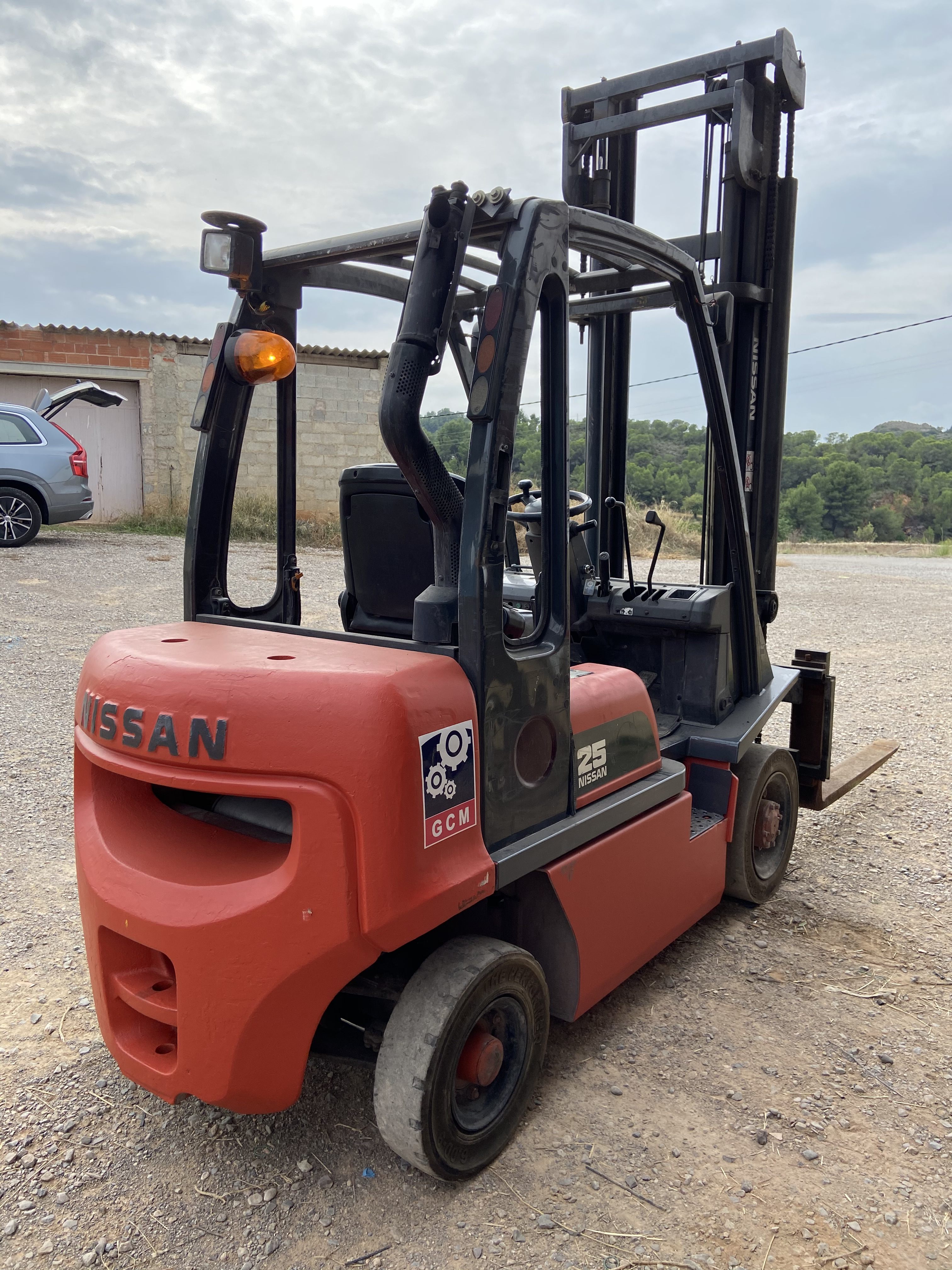
Carretilla elevadora diesel, con capacidad de carga de 2.500 kg.

Una carretilla elevadora, también conocida como grúa horquilla, autoelevador o montacarga, (coloquialmente, toro), (forklift en inglés), es un vehículo contrapesado en su parte trasera que, mediante dos horquillas, se utiliza para subir, bajar y transportar palés, contenedores y otras cargas. Además, se pueden utilizar las horquillas con distintos aparatos de elevación, como eslingas y poleas.
Dada la gran diversidad de configuraciones y tipos de vehículos que existen dentro del campo de la manipulación y elevación de cargas, para tener esta consideración debe ser un vehículo que soporta y transporta la carga en voladizo por delante del eje delantero, y el movimiento ascendente y descendente de la carga se realiza deslizándose por un mástil.
Conviven dentro de esta denominación desde pequeños y compactos modelos apenas diseñados para elevar 1000 kg hasta grandes versiones —usadas, por ejemplo, en puertos— capaces de manipular un contenedor cargado (2 x TEU) (o sea, mueven la carga completa de un camión de una sola vez).

## Historia
El primer prototipo de montacargas fue creado por Henry Waterman en 1850. Se trataba de una plataforma unida a un cable. Este modelo inspiró a Otis a inventar el ascensor, un elevador con un sistema dentado, que permitía amortiguar la caída del mismo en caso de que se cortara su cable. Fue en 1915 cuando surgieron las primeras carretillas capaces de desplazar la carga tanto en horizontal como en vertical. En la época de la Primera Guerra Mundial se diseñó una plataforma que podía subir y bajar las mercancías gracias a un mecanismo de elevación, pero, sin embargo, fue a Clark en 1917 al que se le ocurrió la idea de que el operario trabajara sentado en la propia carretilla elevadora.
A partir de 1920 se introdujo la energía hidráulica para elevar las cargas, y en 1923 Yale produjo la primera carretilla elevadora provista de horquillas y un mástil elevador. En 1954, la empresa británica llamada Lansing Bagnall desarrolló la carretilla elevadora moderna tal y como la conocemos hoy en día. 
Además hay que reconocer que este tipo de máquinas han sido pioneras en el uso de la energía eléctrica para la movilidad.

## Descripción
Tiene dos barras paralelas planas en su parte frontal, que se introducen en el palé (debajo de la carga), llamadas «horquillas» (a veces, coloquialmente también «uñas»), montadas sobre un soporte que se desliza verticalmente por un mástil con lo que se consigue el movimiento de elevación y descenso de la carga. La separación entre horquillas es variable para adaptarse a distintas medidas de palé o cargas; el soporte de las horquillas disfruta de un pequeño desplazamiento lateral (a derecha e izquierda) para realizar maniobras de aproximación del palé o el centrado de las uñas con la carga. Las ruedas traseras son orientables (directrices) con un gran ángulo de giro para facilitar la maniobrabilidad en espacios angostos. Habitualmente las ruedas delanteras son las motrices o propulsoras; también hay versiones 4x4 para su uso en exteriores o en obras de construcción.
La elevación de las horquillas, así como la inclinación del mástil y otros movimientos se realizan a través de pistones hidráulicos que forman parte de un sistema óleo-hidráulico accionado por una bomba a la que suministra energía el mismo motor utilizado para el desplazamiento en las de motor térmico y generalmente por un motor aparte en el caso de las eléctricas.
Es de uso rudo e industrial, y se utiliza en almacenes, complejos fabriles, centros logísticos y tiendas de autoservicio para transportar y sostener tarimas o palés con mercancías y acomodarlas en estanterías o racks y realizar las actividades de carga y descarga de camiones o contenedores. Aguanta cargas pesadas que ningún grupo de personas podría soportar por sí misma, y ahorra horas de trabajo pues se traslada un peso considerable de una sola vez en lugar de ir dividiendo el contenido de las tarimas por partes o secciones. Su uso requiere una cierta capacitación y los gobiernos de distintos países exigen a los negocios que sus empleados tramiten licencias especiales para su manejo. Requieren además neumáticos especiales a prueba de pinchazos.
Por la configuración que tiene este tipo de vehículo, que mantiene el peso del palé fuera del plano que forman sus ruedas (no como un camión que soporta la carga dentro de dicho plano) en la parte trasera están dotados de un gran contrapeso para mantener el equilibrio. Al tener la carretilla convencional —de cuatro ruedas— un eje trasero oscilante, a efectos de la estabilidad, también se vale del contrapeso para mantener el equilibrio del conjunto carretilla-carga, el cual cambia según la altura de la carga o de la inclinación del mástil.

## Tipos de carretillas

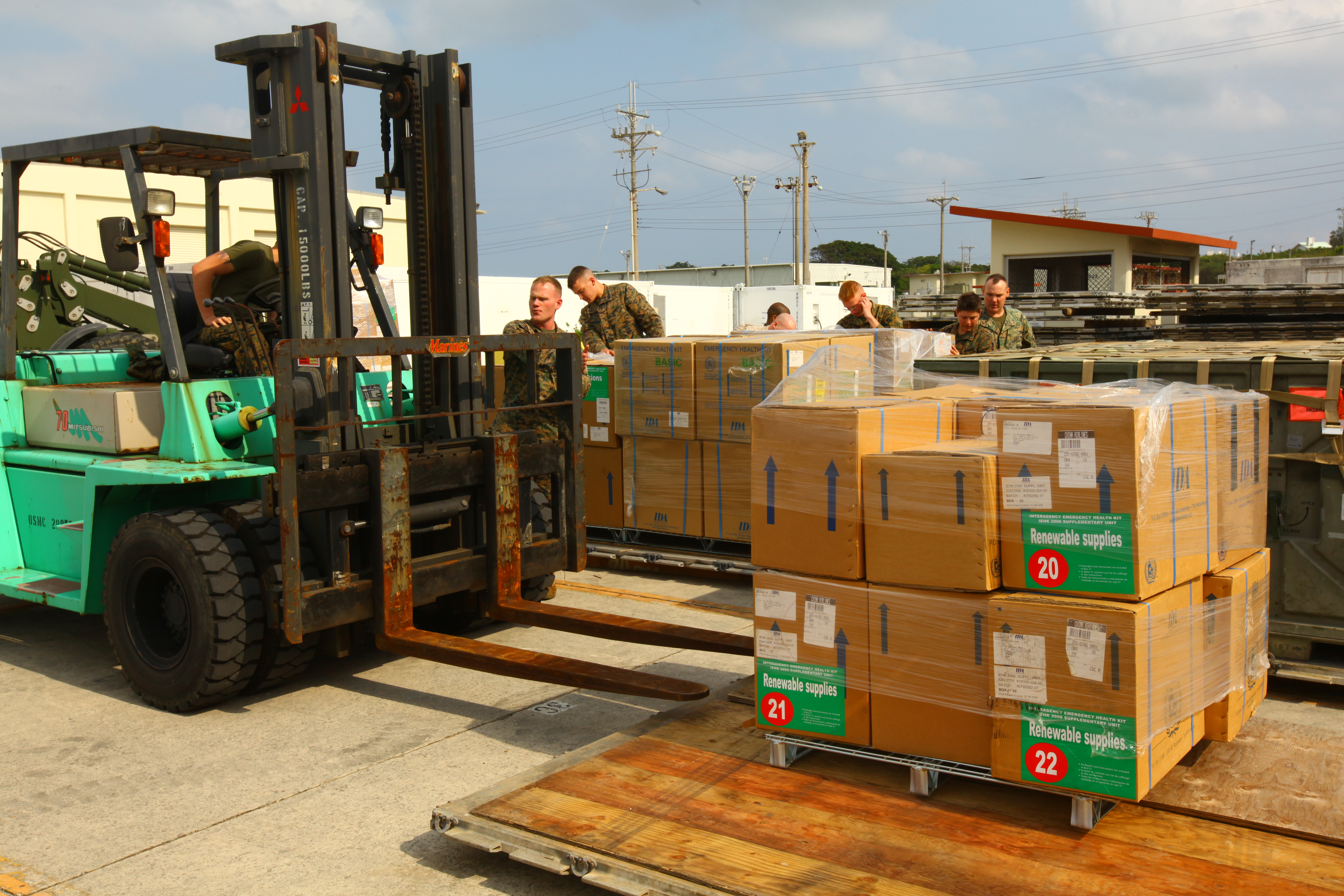
Carretilla elevadora realizando operaciones de carga aérea.

### Por su tipo
- Manual: el operario la maneja por medio de su empuje o arrastre. Ejemplo: Traspale manual, carretillas de mano o apilador manual.
- Automotora: el operario realizara la conducción y no precisa del esfuerzo humano. Ayuda a evitar lesiones al operario.
- Carretillas automáticas guiadas: Vehículos robóticos que están diseñados para transportar cargas dentro de un almacén o planta de producción de manera autónoma, siguiendo rutas predefinidas mediante el uso de tecnologías como láser, cinta magnética o GPS.

### Por su ubicación de la carga
- Contrapesada: La carretilla elevadora contrapesada recibe su nombre del gran contrapeso de hierro que incorpora en su parte trasera. Esta equilibrada por la masa de la carretilla y su contrapeso.
- No contrapesada: son retráctiles y apiladoras, etc. Tienen largueros portantes, transportada entre los dos ejes se sitúa en voladizo pos avance del mástil, del tablero porta horquillas, de los brazos de horquilla o de carga lateral.[10]
- Carretilla pórtico elevadora apiladora: la carga se sitúa bajo su bastidor. Dispone de un sistema de elevación que lo mantiene y se manipula.

### Por su sistema de elevación
- Mástil vertical: la carga se desliza a lo largo de un mástil vertical , en varias etapas, mediante sistema de elevación hidráulico o eléctrico, dotado de cables elevando y descendiendo la mercancía previamente dispuesta sobre las horquillas de la máquina. Carretillas frontales, retráctiles, trilaterales o apiladores. Muy usado en los almacenes.
- Brazo inclinable o telescópico: la altura de la carga se consigue mediante la extensión e inclinación de las horquillas.
- De pequeña elevación: son los equipos que no permiten el desplazamiento de la carga en alturas. Sistema hidráulico o eléctrico. Tránsales de forma manual o eléctrica.

### Por su tipo de energía
- Motor térmico: usa de energía la gasolina o el gasoil o gas licuado. Son usadas en exteriores y zonas con ventilación, así como muy usadas en las zonas de carga y descarga.
- Motor eléctrico: dispone de un sistemas de baterías internas de energía viene de la electricidad y su uso es más propio en interiores y con 10 horas de trabajo continuo y con dos horas de recarga.

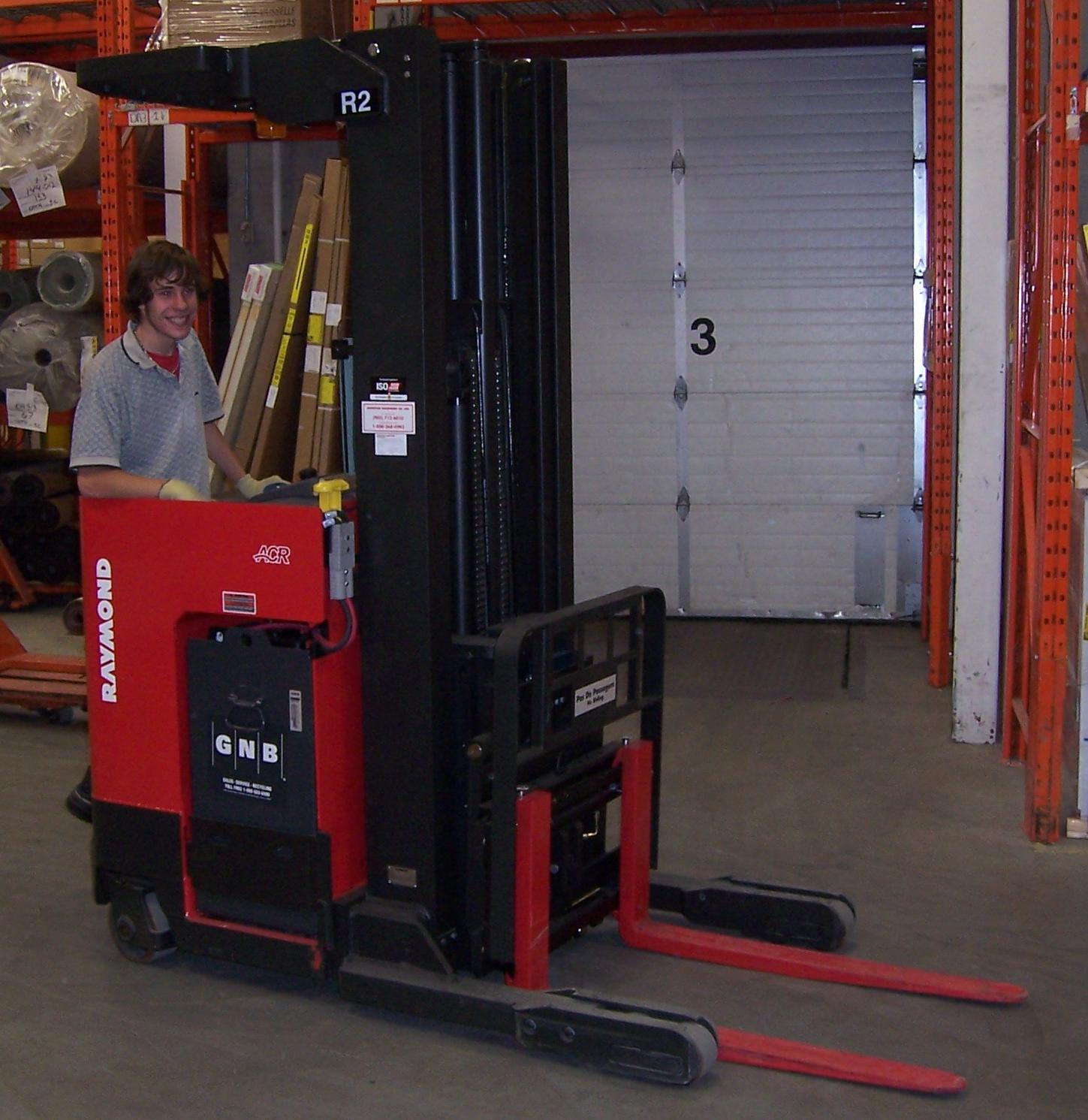
Una carretilla retráctil con pantógrafo que permite la extensión de las horquillas en pasillos estrechos.

### Por su tracción
- De un solo motor, las ruedas delanteras, son las que ejercen la fuerza y las ruedas traseras serían las directrices. Máquinas con mayor radio de giro.
- Un motor para cada rueda delantera, las ruedas traseras también son las directrices pero con menor radio de giro.
- Tracción y dirección en la rueda trasera a modo de triciclo. Tiene menor radio de giro.

### Por la posición del operario
- Sentado sobre la carretilla (carretilla frontal, retráctil, trilateral, telescópica).
- Operario transportado de pie (traspalé eléctrico con plataforma).
- Operario a pie (transpaleta eléctrica sin plataforma).

### Por sus capacidades
- Capacidad de carga.
- Capacidad de altura.

## Nombres en distintos países
- Carretilla elevadora, toro o montacargas en España.
- Montacargas, autoelevador, mula, clark o zampi, en Argentina y Uruguay.
- Grúa horquilla, en Chile.
- Montacargas, en Colombia, Costa Rica, Ecuador, El Salvador, Nicaragua, Honduras, Panamá, México, Venezuela y la República Dominicana.
- Montacargas o pato (aludiendo al animal), en Perú.[cita requerida]

## Tipos de motor

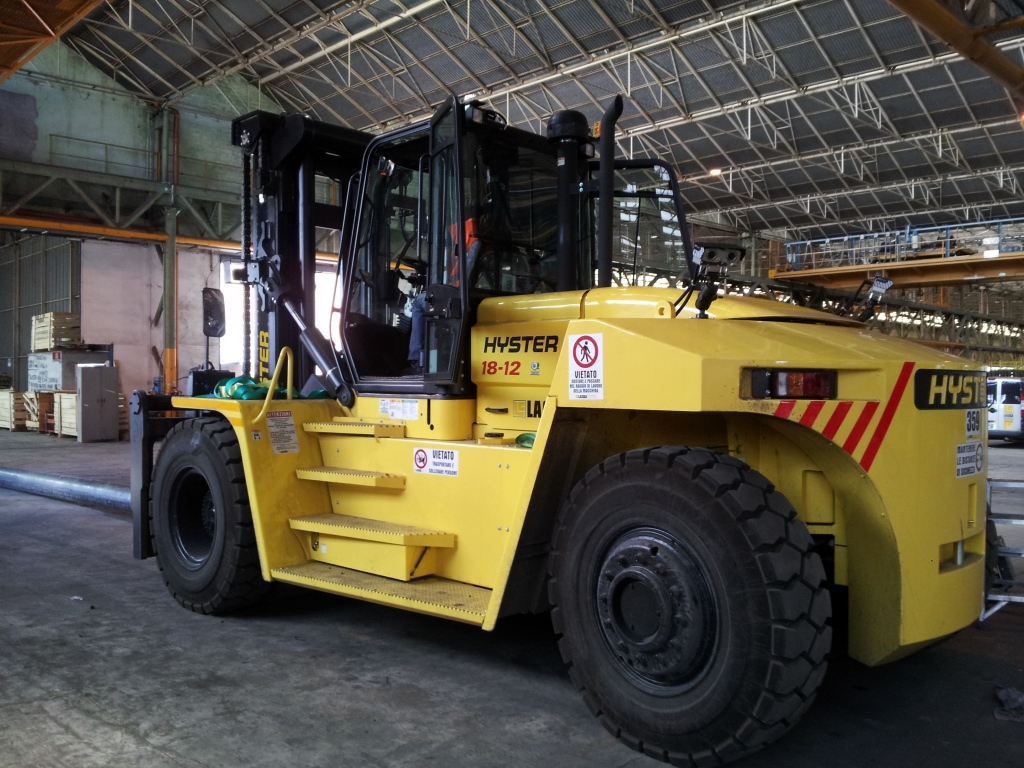
Carretilla para grandes tonelajes.

Puede moverse mediante distintos tipos de motores:
- motor diésel;
- motor eléctrico;
- motor de combustión interna; accionado por GNC (gas natural comprimido) y gasolina, que usa carburador de 1 garganta;
- motor de combustión interna accionado por GLP (gas licuado de petróleo).[cita requerida]

Los motores de tipo diésel son sensiblemente más contaminantes, especialmente cuando no dispone de elementos de purificación de partículas y están prácticamente relegados a su uso en exteriores.[cita requerida]
Sin embargo, una carretilla de gas natural comprimido produce combustiones mucho más limpias, menor contaminación acústica y posee una autonomía mayor que las eléctricas; el depósito se vuelve a llenar en tres minutos, siempre en función de la cilindrada del motor, del régimen de trabajo y del volumen del depósito de gas natural comprimido.[cita requerida]
Generalmente, estos vehículos no se pueden utilizar en sitios cerrados (como almacenes y centros de distribución, donde las emisiones deben tenerse en cuenta).[cita requerida]
Las de motor eléctrico son las más apropiadas para trabajar en espacios cerrados dada su nula emisión de contaminantes y a su baja contaminación acústica; como se ha dicho anteriormente, los requerimientos para trabajar en estos espacios ha sido determinante en que las carretillas elevadoras sean un vehículo pionero en la utilización de la electricidad para la movilidad, pues nunca se dejó de apostar por esta fuente de energía y siempre ha estado en continuo desarrollo e investigación. Están equipadas con una gran batería que le proporciona la suficiente autonomía para trabajar durante unas horas y una vez agotada esta la deberemos volver a recargar con un cargador externo o sustituirla por otra que esté previamente cargada (en régimen de funcionamiento continuo).[cita requerida]
Disponen de un motor eléctrico para la tracción del vehículo y generalmente otro motor para accionar la bomba que proporciona la presión del sistema hidráulico con el que se realizan las funciones de elevación, ajustes de las horquillas y la dirección asistida.[cita requerida]
Con los recientes desarrollos e innovaciones en la electrónica de potencia se han conseguido unos vehículos ágiles, altamente eficientes en cuestión de rendimiento y ahorro energético, y a la vez con una gran comodidad y sencillez de manejo y con unos controles muy proporcionales y precisos a la hora de hacer maniobras y aproximaciones.
Los costes de mantenimiento, por norma general, son mucho más económicos en un vehículo eléctrico, pues existen menos elementos de desgaste como filtros, aceites y correas, por citar algunos. La vida útil de la batería viene dada como norma general a partir de 1500 ciclos de trabajo. Además, las últimas tecnologías en materia de propulsión a partir de motores de accionamiento basados en corrientes alternas trifásicas, minimizan todavía más los costes frente a los tradicionales motores DC.

## Variantes de la carretilla elevadora
Habitualmente, las carretillas elevadoras siempre disponen de horquillas que se deslizan por el mástil como medio más habitual para coger las cargas introduciendo las horquillas bajo el palé, pero existen otras versiones más específicas para manipular cargas -que por su forma- son difíciles de paletizar o para evitarse ese proceso.[cita requerida]
Es posible encontrar modelos que en lugar de horquillas llevan incorporados al mástil dos laterales (rectos o curvados) que abrazan el objeto a transportar realizando un pequeño esfuerzo de compresión por los lados derecho e izquierdo del mismo, consiguiendo que el objeto ascienda junto con los laterales; dispositivos como éste se utilizan para la manipulación de pilas de neumáticos de dimensiones medias o electrodomésticos u otros objetos debidamente embalados y protegidos sin necesidad de que éstos estén paletizados con el consiguiente ahorro en materiales y procesos.
En modelos de pequeño tamaño existen multitud de diseños y configuraciones -siempre adaptados para trabajar en espacios reducidos- y algunos resultan ser un híbrido entre transpaleta y carretilla elevadora; por ejemplo, el denominado en España como apilador eléctrico, diseñado para trabajar en el angosto espacio que suele haber en los pasillos entre estanterías dado que su diseño es muy compacto y su configuración es en triciclo, para ganar maniobrabilidad en los giros.

## Automatización de procesos
En grandes centros fabriles o logísticos con gran actividad y muchos movimientos de carretillas elevadoras y palés, se las dota de un terminal táctil comunicado vía wifi con el servidor central de las instalaciones, a través del terminal, el sistema le va comunicando al conductor que mercancía tiene que cargar, en qué posición, de qué estantería se encuentra ésta y a qué muelle o en cual destino la tiene que depositar; el operario una vez realizado lo marca en el terminal y comprueba cual es la siguiente tarea encargada.[cita requerida]
Con estos sistemas tan automatizados, se consigue una gran eficiencia y rendimiento de la flota de carretillas al estar calculados todos los movimientos por el sistema informático a través de algoritmos matemáticos y así se evitan tiempos muertos, recorridos en vacío, paros de las cadenas de montaje por falta de suministro, etcétera.
Para movimientos repetitivos de palés entre varios sitios concretos de una industria, existen manipuladores similares a las carretillas elevadoras que funcionan sin conductor, guiándose electrónicamente por unas marcas en el suelo, a través de sensores alojados en el pavimento u otros sistemas.[cita requerida]
También existen carretillas elevadoras sin conductor que realizan la operación de carga por la parte trasera de los camiones (utilizando un muelle), que están enlazadas y sincronizadas con el resto de manipuladores de palés de un almacén automatizado para conseguir mover todas las cargas desde el camión hasta la estantería (y viceversa) sin la intervención humana.
En los almacenes automáticos se utilizan los transelevadores que son unos dispositivos basados en la carretilla elevadora -funcionando también sin conductor- que se desplazan longitudinalmente por unos raíles entre dos filas de estanterías de gran altura y recogen un palé de una posición determinada de la estantería y lo transportan para entregarlo en la cabecera de la estantería o viceversa.

## Seguridad en carretillas elevadoras
En el mercado, existen soluciones para reducir riesgos laborales producidos por atropellos con carretillas elevadoras.[cita requerida]

### Limitación de la velocidad
Hay empresas que por normativa interna de seguridad limitan electrónicamente la velocidad de desplazamiento de las carretillas con el fin de minimizar los atropellos y colisiones o las consecuencias de estos.

### Sistemas de detección de peatones

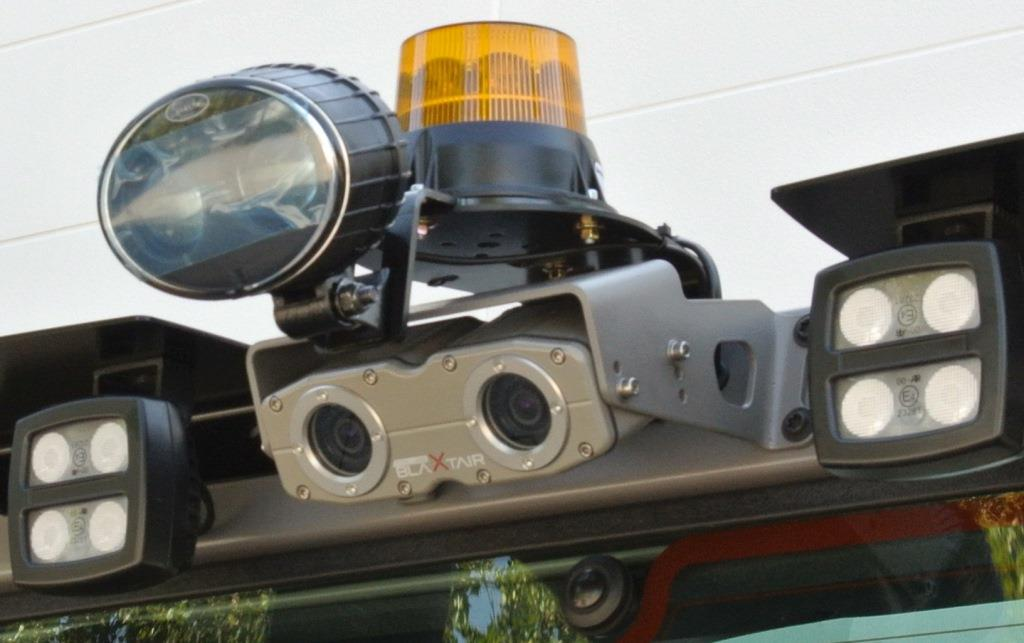
Sistema de detección de peatones.

Son sensores de proximidad que detectan objetos y peatones de unos pocos centímetros a varios metros. El sensor hace la diferencia entre una persona y un objeto y alerta al conductor sin alarmas inútiles. Basado en la estereovisión, un algoritmo analiza en tiempo real si una persona está en una zona ciega de la carretilla elevadora.[cita requerida]

### Radares de ultrasonidos
Los sensores de ultrasonido son detectores de proximidad que detectan objetos a distancias que van desde pocos centímetros hasta varios metros. El sensor emite un sonido y mide el tiempo que la señal tarda en regresar. No discrimina entre personas y objetos. Cualquier obstáculo detrás de la carretilla será detectado. Habitualmente, este tipo de sensores sólo se utilizan para la detección trasera.[cita requerida]

### Sistemas de radiofrecuencia
Son soluciones que advierten a los conductores de las carretillas cuando detecta personas próximas a la carretilla. Los peatones deben llevar un dispositivo de radiofrecuencia (llaveros electrónicos tags) que emiten cuando una carretilla les detecta, alertando al conductor del riesgo de atropello. La detección es tanto delantera como trasera y discrimina las personas de los obstáculos habituales en los almacenes. Por este motivo, el conductor solo recibe alerta cuando hay un peatón cerca de la carretilla. Existen diferentes soluciones en el mercado:
- Alerta de peatones PAS[19]

### Centro de gravedad (centro de carga)
Para evitar vuelcos o problemas de seguridad con una carretilla elevadora o montacargas es importante conocer su centro de gravedad o centro de carga. La carretilla cuenta con un sistema de suspensión de tres puntos. Los puntos se encuentran sobre las dos ruedas de carga (delanteras) y a mitad de camino entre las ruedas traseras.
Cuando se dibujan líneas imaginarias para conectarlos, se forma lo que se conoce como el «triángulo de estabilidad». El operador debe asegurarse de que el centro de gravedad del montacargas y la carga combinados permanezca dentro del triángulo de estabilidad para evitar que se vuelque.

## Exigencias legales mínimas
En Argentina, la Ley 19587 de Higiene y Seguridad en el Trabajo (decreto 351/79, capítulo 15, artículo 137) establece las exigencias mínimas de seguridad que requieren los montacargas.
En España, se legisló mediante el Real Decreto 1215/1997 el cual exige estar en posesión de un carné de carretillero que se obtiene después de pasar un cursillo sobre nociones de manejo, normativas y conocimientos de PRL. También existe una norma española, la UNE 58451 para la "Formación de los operadores de carretillas de manutención hasta 10 000 kg" 
En México, la legislación sobre montacargas y otros aparatos de carga y cargas manuales están incluidos en la Norma Oficial Mexicana NOM-006-STPS-2000 "Manejo y almacenamiento de materiales. Condiciones y procedimientos de seguridad".

## Nomenclatura de montacargas
Existen varios tipos de montacargas. Se han creado dos tipos de clasificación, que permite clasificarlos de acuerdo con sus características particulares:[cita requerida]

### Nomenclatura alfa
| Letra | Descripción                                                  | Se conduce |
| E     | Es eléctrico, tiene contrapeso y neumáticos.                 | sentado    |
| S     | Ahorra espacio, es eléctrico, tiene contrapeso y neumáticos. | sentado    |
| H     | Es eléctrico, tiene contrapeso y neumáticos.                 | sentado    |
| J     | Es eléctrico, tiene contrapeso y neumáticos.                 | sentado    |
| R     | Recogedor de órdenes, eléctrico.                             | de pie     |
| N     | Diseñado para pasillos angostos, electrónico.                | de pie     |
| W     | Es un caminador eléctrico de plataforma.                     | –          |
| B     | Es un caminador «montado» y eléctrico.                       | –          |
| C     | Es un montado controlado central.                            | –          |
| T     | Es un tractor.                                               | –          |

### Otra nomenclatura
- Clase 1: vehículo con motor eléctrico, para pasajero, con contrapeso (llantas sólidas o neumáticas).
- Clase 2: vehículo de motor eléctrico para pasillo angosto (con llantas sólidas).
- Clase 3: vehículo manual con motor eléctrico o para pasajero (con llantas sólidas).
- Clase 4: vehículo con motor de combustión interna (llantas sólidas).
- Clase 5: vehículo manual con motor eléctrico o para pasajero (llantas neumáticas).
- Clase 6: tractor con motor eléctrico o con motor de combustión interna (llantas sólidas o neumáticas).
- Clase 7: montacargas para terreno escabroso (llantas neumáticas).[cita requerida]

## Mantenimiento de carretillas
Existen varios tipos de mantenimiento que se pueden implementar para mantener y prolongar el funcionamiento de los montacargas:[cita requerida]
- Mantenimiento preventivo
- Mantenimiento correctivo
- Mantenimiento predictivo
- Mantenimiento programado
- Mantenimiento extraordinario

Para elaborar un plan de mantenimiento, es importante considerar el tipo de carretillas que se emplean y una serie de etapas para su correcta ejecución, como lo son: selección de máquinas que forman parte del mantenimiento, valoración del estado de deterioro, horas de funcionamiento, estudio técnico de los montacargas, codificación de las máquinas, definición de parámetros de funcionamiento, división de las máquinas en partes, entre otros.[cita requerida]

## Tipos de carga con carretilla
Existen diferentes modos de hacer la carga y descarga de un camión mediante carretillas. La más común debido al tipo de infraestructuras es la carga trasera, Pero también existe otros métodos como la carga lateral.

### Sistema de carga lateral
- Mayor agilidad en la carga y descarga
- Minimización de daños de la mercancía
- Máxima productividad
- Mayor aprovechamiento y optimización de la carga del camión

Véase en un vídeo 

### Sistema de carga trasera
- Más común
- Óptimo para distintas tipologías de mercancías
- Necesidad de infraestructuras como muelles o rampas